# XX століття. Подорожі. Відкриття. Дослідження
«XX століття: Подорожі. Відкриття. Дослідження» (рос. XX век: Путешествия. Открытия. Исследования) — серія науково-популярних перекладних російськомовних видань відомих мандрівників, дослідників та натуралістів, що випускалась радянським видавництвом «Мысль». У період 1972-1976 років у цій серії було видано 20 томів в єдиному форматі розміром 145×200 мм. Усі книги в суперобкладинках. Загальний наклад склав 150 тис. примірників.

## Видання

### 1972 рік
- (рос.) Арсеньев В. К. Дерсу Узала. Сквозь тайгу. — М. : Мысль, 1972. — 350 с. — (XX век: Путешествия. Открытия. Исследования) — Том складається з двох творів російського мандрівника, дослідника Далекого Сходу і письменника В. К. Арсеньєва: «Дерсу Узала» 1906 року, написаного на основі однієї з перших подорожей уссурійською тайгою, і «Крізь тайгу», опис останньої великої подорожі 1927 року. Книга багато ілюстрована документальними фотографіями[1].

- (рос.) Хейердал Тур. Экспедиция «Кон-Тики». «Ра». — М. : Мысль, 1972. — 486 с. — (XX век: Путешествия. Открытия. Исследования) — У книзі норвезький мореплавець розповідає про власний експеримент, коли 1947 року він разом із п'ятьма товаришами на бальсовому плоту «Кон-Тікі» проплив від Південної Америки через східну частину Тихого океану до островів Полінезії. В іншому сміливому експерименті інтернаціональна команда, в складі якої був і представник Радянського Союзу, пройшла Атлантикою близько 5 тисяч кілометрів на папірусному човні «Ра» і довела, що можна вірити стародавніми єгипетським джерелами, що свідчать про мореходів на папірусних судах[2].

- (рос.) Папанин И. Д. Жизнь на льдине. Дневник. — М. : Мысль, 1972. — 310 с. — (XX век: Путешествия. Открытия. Исследования) — У книзі відомого радянського полярника розповідається про героїчну епопею чотирьох сміливців під час зимовки першої арктичної станції «Північний полюс-1» впродовж зими 1937—1938 років[3].

- (рос.) Пири P. Северный полюс. — Амундсен Р. Южный полюс. — М. : Мысль, 1972. — 550 с. — (XX век: Путешествия. Открытия. Исследования) — Повний переклад творів видатних мандрівників, підкорювачів полюсів планети, американця Роберта Пірі та норвежця Руала Амундсена. У своїх документальних книгах автори захоплено розповідають про підготовку та проведення власних полярних експедицій, про підкорення Північного і Південного полюсів, відповідно[4].

### 1973 рік
- (рос.) Гусев A. M. В снегах Антарктиды. — Трешников А. Ф. Закованный в лед. — М. : Мысль, 1973. — 390 с. — (XX век: Путешествия. Открытия. Исследования) — Том складається з двох документальних книг двох полярників, учасників двох перших антарктичних радянських експедицій, доктора фізико-математичних наук Гусєва Олександра Михайловича та доктора географічних наук Трьошнікова Олексія Федоровича.. Розповідається про будівництво перших полярних наукових станцій, внутрішньоконтинентальних походах, наукових проблемах дослідження Антарктиди[5].

- (рос.) Мархинин Е. К. Цепь Плутона. — М. : Мысль, 1973. — 334 с. — (XX век: Путешествия. Открытия. Исследования) — Праця радянського вулканолога Євгена Мархініна, що розповідає про вулкани Камчатки і Курильських островів, ланцюг яких простягнувся майже на дві тисячі кілометрів. Експедиції Мархініна нерідко були пов'язані з великим ризиком, їхнім підсумком стала вулканічна теорія утворення зовнішніх оболонок Землі, про яку автор в яскравій, популярній формі й розповідає[6].

- (рос.) Мурзаев Э. М. Годы исканий в Азии. — М. : Мысль, 1973. — 398 с. — (XX век: Путешествия. Открытия. Исследования) — Автор книги — видатний радянський географ, що багато років працював у складі наукових експедицій по Середній Азії, Монголії і Західному Китаю, на величезних просторах від Каспійського моря до Великого Хінгану, від Алтаю до Тибету. На сторінках книги автор розповідає про свої дослідження і подорожі, про різноманітні загадки природи, подає цікаві відомості[7].

- (рос.) Фукс В., Хиллари Э. Через Антарктиду. — М. : Мысль, 1973. — 294 с. — (XX век: Путешествия. Открытия. Исследования) — Два літературно оброблених щоденника першого в історії людства перетину Антарктиди наземним шляхом. Трансантарктична експедиція почала свій шлях від станції Шеклтон, на березі моря Ведделла в листопаді 1957 року і, долаючи неймовірні труднощі, досягла Південного полюса, після чого у березні 1958 року завершила подорож на іншій стороні континенту — на станції Скотт, на березі моря Росса[8].

### 1974 рік
- (рос.) Кастере Н. Моя жизнь под землей. — М. : Мысль, 1974. — 302 с. — (XX век: Путешествия. Открытия. Исследования) — Праця відомого французького дослідника печер Норбера Кастере в якій він розповідає про власні подорожі в глиб землі, про пригоди які йому довелося пережити в печерах. У книзі автор коротко підсумовує всі основні події і результати своєї півстолітньої діяльності в підземному світі[9].

- (рос.) Пикар Ж. Глубина 11 тысяч метров. Солнце под водой. — М. : Мысль, 1974. — 399 с. — (XX век: Путешествия. Открытия. Исследования) — Книги відомого французького океанографа розповідають про дві його експедиції. Перша — про експедицію на батискафі «Трієст» на дно Маріанської западини, друга — про підводний дрейф мезоскафом «Бен Франклін» течією Гольфстрім 1969 року[10].

- (рос.) Ушаков Г. А. По нехоженой земле. — М. : Мысль, 1974. — 423 с. — (XX век: Путешествия. Открытия. Исследования) — Книга присвячена видатній радянської експедиції 1930—1932 років під керівництвом Г. А. Ушакова до арктичного архіпелагу Північна Земля. У результаті робіт цієї експедиції були вивчені рельєф, геологічна будова, гідрографічна мережа, тваринний і рослинний світ архіпелагу, складена його докладна карта[11].

- (рос.) Рерих Н. К. Алтай - Гималаи. — М. : Мысль, 1974. — 350 с. — (XX век: Путешествия. Открытия. Исследования) — Книга російського художника, мандрівника та філософа Н. К. Реріха про його подорож Центральною Азією з 1923 по 1928 роки. Його експедиція пройшла більше 25 тис. км неживими пустелями і горами з перевалами висотою до 6000 м, попутно вивчаючи стародавні пам'ятки культури Індії, Китаю, Монголії. Про все це розповідається в щоденникових записах і доповнюється репродукціями картин Реріха[12].

### 1975 рік
- (рос.) Эрцог M. Аннапурна — первый восьмитысячник. — Нойс У. Южное седло. — М. : Мысль, 1975. — 494 с. — (XX век: Путешествия. Открытия. Исследования) — Том вміщує дві праці двох відомих альпіністів, француза Мориса Ерцога і британця Вілфрида Нойса, що описують історію багаторічної боротьби людини з гірськими гігантами. Перша описує французьку експедицію сходження на Аннапурну, друга — англійську на Джомолунгму[13].

- (рос.) Бомбар А. За бортом по своей воле.  — Блайт Ч. Немыслимое путешествие. — М. : Мысль, 1975. — 366 с. — (XX век: Путешествия. Открытия. Исследования) — Перша книга розповідає про подорож молодого французького лікаря Алена Бомбара, який в маленькій гумовому човні наодинці перетнув Атлантичний океан за 65 днів. Метою плавання було довести, що люди, які зазнали кораблетрощі, можуть прожити тривалий час у морі без запасів їжі та води, харчуючись лише дарами моря. Друга книга розповідає про навколосвітню подорож проти панівних вітрів і течій на невеликій парусній яхті «Бритіш стіл», без жодних заходів у порти, яку зробив за десять місяців шотландець Чей Блайт. Обидві подорожі не мають собі рівних в історії мореплавства[14].

- (рос.) Обручев С. В. В неизведанные края. — М. : Мысль, 1975. — 366 с. — (XX век: Путешествия. Открытия. Исследования) — Книга дослідника Північно-Східного Сибіру, сина знаменитого мандрівника, вченого і письменника-фантаста В. А. Обручева, присвячена великим експедиціям на північ Азії у 1926, 1928—1930 і 1934—1935 роках. Результатом цих експедицій стало відкриття хребта Черського, Юкагірське плато, були нанесені на карту Колима з притоками, досліджена Чукотка[15].

- (рос.) Фосетт П. Г. Неоконченное путешествие. — М. : Мысль, 1975. — 382 с. — (XX век: Путешествия. Открытия. Исследования) — Книга видатного англійського мандрівника, що зробив на початку XX століття 8 експедицій до важкодоступних районів центральної частини Південної Америки. В результаті цих експедицій були нанесені на карту багато річок Болівії, Парагваю, Бразилії, уточнені кордони між цими державами, досліджені території, що довгий час залишалися «білими плямами»[16].

### 1976 рік
- (рос.) Гржимек Б., Гржимек М. Серенгети не должен умереть. — Лот А. В поисках фресок Тассили. — М. : Мысль, 1976. — 398 с. — (XX век: Путешествия. Открытия. Исследования) — Том вміщує дві книги, присвячені дослідженням Африки. У першій книзі відомі німецькі натуралісти Гржимеки, розповідають про природу знаменитого східноафриканського заповідника Серенгеті в Танзанії. Друга книга — розповідь про експедиції француза Анрі Лота до нагір'я Тассілі в пустелі Сахара на території Алжиру, що вона вивчала наскельні малюнки[17].

- (рос.) За тайнами Нептуна. — М. : Мысль, 1976. — 399 с. — (XX век: Путешествия. Открытия. Исследования) — Даний том серії складається з науково-популярних робіт радянських вчених, які розповідають про дослідження Світового океану, про найважливіші експедиції, відкриття, зроблені за останню чверть століття. Книга складається з чотирьох тематичних розділів: загальні питання дослідження океану, характеристика його вод, дна та життя в океані. Текст добре ілюстрований схемами, графіками, картами, фотознімками[18].

- (рос.) Тазиев Г. Кратеры в огне. Вода и пламень. Встречи с дьяволом. Этна и вулканологи. — М. : Мысль, 1976. — 382 с. — (XX век: Путешествия. Открытия. Исследования) — Книги відомого вулканолога, який розповідає про свої надзвичайні подорожі, пов'язані з вивченням діяльності вулканів. Він дуже точно описує разючі видовища і явища, що відбуваються при виверженні вулканів. У книзі наводиться історія загибелі квітучого міста Сен-П'єр, а також ряд інших історій, які послужили уроком для людства[19].

- (рос.) Кусто Ж.-И., Дюма Ф. В мире безмолвия. — Кусто Ж.-И., Даген Дж. Живое море. — М. : Мысль, 1976. — 382 с. — (XX век: Путешествия. Открытия. Исследования) — Книги відомого французького дослідника океану, що разом з інженером Емілем Ганьяном 1942 року винайшов акваланг. Про свою роботу до цього винаходу і про дослідження, виконані з аквалангом, розповідається у першій книзі. Про нові конструкції, підводні будинки, рейси експедиційного судна «Каліпсо», освоєння людиною гідрокосмосу — у другій[20].